# لوكاس برامبيا
لوكاس برامبيا (بالبرتغالية: Lukas Brambilla‏) هو لاعب كرة قدم برازيلي في مركز الوسط، ولد في 4 يناير 1995 في كاكسياس دو سول في البرازيل. لعب مع نادي جوفنتودي ونادي مسيمير.

## وصلات خارجية
- لوكاس برامبيا على موقع قاعدة بيانات كرة القدم.إي يو (الإنجليزية)
- لوكاس برامبيا على موقع Soccerway.com (الإنجليزية)
- لوكاس برامبيا على موقع عالم كرة القدم.نت (الإنجليزية)
- لوكاس برامبيا على موقع GSA (الإنجليزية)